# يان ووكر (متسابق يخت)
يان ووكر (بالإنجليزية: Ian Walker)‏ هو متسابق يخت بريطاني، ولد في 25 فبراير 1970 في ورسستر في المملكة المتحدة.

## وصلات خارجية
- يان والكر على موقع الاتحاد الدولي للملاحة الشراعية (موقع جديد) (الإنجليزية)
- يان والكر على موقع الاتحاد الدولي للملاحة الشراعية (موقع قديم) (الإنجليزية)
- يان والكر على موقع اللجنة الأولمبية الدولية (الإنجليزية)
- يان والكر على موقع أوليمبيديا (الإنجليزية)
- يان والكر على موقع اللجنة الأولمبية البريطانية (الإنجليزية)